# دان (کارولینای شمالی)
دون (به انگلیسی: Dunn) شهری در ایالت کارولینای شمالی کشور ایالات متحده آمریکا است که جمعیت آن در سرشماری سال ۲۰۱۰ میلادی، ۹٬۲۶۳ نفر بوده‌است.